# Campionato italiano maschile di pallanuoto 1929
Il campionato italiano 1929 è stata la 13ª edizione della massima serie, ed allora unica, del campionato italiano maschile di pallanuoto. Le squadre partecipanti affrontarono inizialmente una fase a gironi, per poi disputare il girone finale a Roma dal 15 e il 18 agosto 1929.

## Finali
|  |    | Classifica finale 1929 | Pt   | G | V | N | P | GF | GS | DR  |
|  | -- | ---------------------- | ---- | - | - | - | - | -- | -- | --- |
|  | 1. | Triestina              | 10   | 5 | 5 | 0 | 0 | 14 | 1  | +13 |
|  | 2. | Mameli                 | 7    | 5 | 3 | 1 | 1 | 7  | 3  | +4  |
|  | 3. | Napoli                 | 5    | 5 | 1 | 3 | 1 | 5  | 6  | -1  |
|  | 4. | Florentia              | 4    | 5 | 1 | 2 | 2 | 5  | 8  | -3  |
|  | 5. | Milano                 | 4    | 5 | 1 | 2 | 2 | 3  | 5  | -2  |
|  | 6. | Andrea Doria           | rit. |   |   |   |   |    |    |     |

## Verdetti
- Triestina Campione d'Italia 1929